# Антиципација
Антиципација је предвиђање нечега што ће се тек догодити и припрема за долазак очекиваног збивања. Антиципација може да доведе до лакшег и бржег опажања, али и до погрешног опажања у складу са очекивањима.